# Sviluppo di The Last of Us
Lo sviluppo di The Last of Us, un videogioco horror di sopravvivenza in stile avventura dinamica, è iniziato dopo la pubblicazione di Uncharted 2: Il covo dei ladri nell'ottobre 2009. La Sony Computer Entertainment ha pubblicato The Last of Us il 14 giugno 2013 per PlayStation 3. I tre anni di sviluppo, guidati dalla Naughty Dog, sono stati tenuti segreti per la maggior parte dello sviluppo. Nel gioco, i giocatori assumono il controllo di Joel, che ha il compito di scortare Ellie in diversi luoghi degli Stati Uniti, in una situazione post-apocalittica, da 20 anni quando una pandemia letale ha stravolto l'intera razza umana, nel tentativo di creare una potenziale cura contro un'infezione, a cui Ellie è inspiegabilmente immune. Il direttore creativo Neil Druckmann è stato ispirato a includere gli Infetti come caratteristica principale del gioco dopo aver scoperto l'esistenza del fungo Cordyceps. La sua storia, ambientata vent'anni dopo l'inizio dell'epidemia quando gran parte della civiltà è stata distrutta, ha analizzato la possibilità del fungo di contagiare gli umani.
Anche se Ellie è stata, inizialmente, proposta come la figlia di Joel, il team di sviluppo ha trovato che questo sarebbe stato troppo limitante in termini di un ulteriore sviluppo del personaggio. Il team ha scelto Troy Baker e Ashley Johnson per interpretare Joel ed Ellie, rispettivamente. Entrambi hanno fornito la voce e il motion capture ai personaggi, Baker e Johnson hanno assistito il team nello sviluppo dei personaggi e li hanno aiutati a perfezionare la storia. Il legame tra Joel ed Ellie è stato il punto centrale del gioco, e tutti gli altri elementi sono stati sviluppati intorno ad esso. Diversi altri personaggi sono stati influenzati con il progredire della storia, alla fine diventando completamente diversi dalla visione iniziale.
The Last of Us ha una colonna sonora originale, composta dal musicista Gustavo Santaolalla. Conosciuto per il suo approccio minimalista nel comporre, Santaolalla è stato contattato al principio nello sviluppo. La Naughty Dog ha preso un simile approccio minimalista per gli altri elementi del gioco, inclusi l'azione, il sonoro e la grafica. Il dipartimento del suono ha iniziato a lavorare presto sul sonoro degli Infetti, in modo da realizzare il miglior lavoro possibile. Una simile direzione è stata presa dal dipartimento artistico, i cui progetti hanno influenzato altri elementi dello sviluppo. La Naughty Dog ha rinnovato il proprio motore grafico per alcuni elementi, in modo particolare l'illuminazione e le animazioni.
The Last of Us è stato annunciato ufficialmente nel 2011; esso è stato fortemente promosso e ampiamente anticipato. La Naughty Dog ha mancato la data originale della pubblicazione, ritardando così il gioco per un ulteriore perfezionamento. La Naughty Dog ha commercializzato il gioco attraverso trailer e dimostrazioni stampa, annunciando dettagli specifici sul gioco mentre lo sviluppo continuava. Sono state pubblicate diverse special edition, insieme a un fumetto caratterizzato da personaggi del gioco.

## Produzione

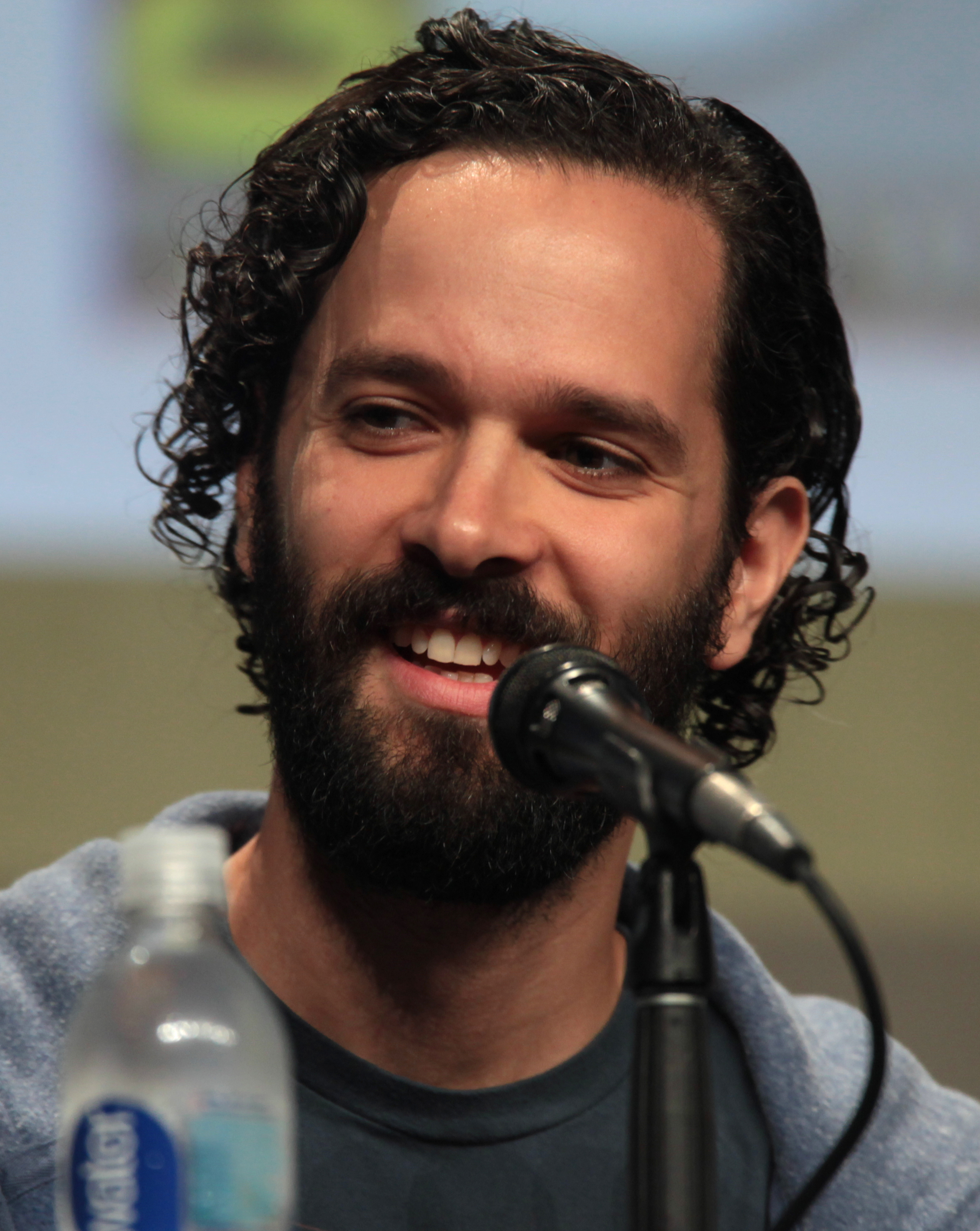
Neil Druckmann

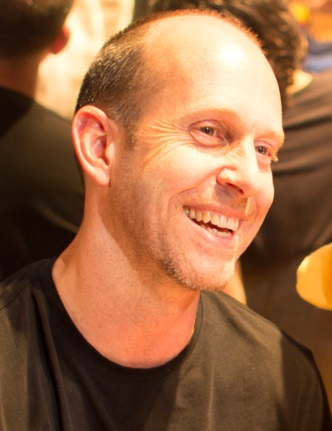
Bruce Straley

Il lavoro preliminare svolto su The Last of Us, sotto il nome in codice "Project Thing" o "T1", è iniziato dopo la pubblicazione di Uncharted 2: Il covo dei ladri nell'ottobre 2009. Per la prima volta nella storia dell'azienda, la Naughty Dog si divise in due squadre per lavorare contemporaneamente sui progetti; mentre una squadra si occupava dello sviluppo di Uncharted 3: L'inganno di Drake (2011), l'altra iniziava a sviluppare The Last of Us. Per poter seguire le due squadre senza problemi, i co-presidenti Evan Wells e Christophe Balestra hanno scelto il game director Bruce Straley e il direttore creativo Neil Druckmann per guidare lo sviluppo di The Last of Us. Straley, che è stato assunto dalla Naughty Dog nel marzo 1999, è stato selezionato per guidare il progetto sulla base della sua esperienza e del suo lavoro svolto su precedenti progetti, mentre Druckmann, un dipendente dal 2004, è stato scelto per la sua determinazione e talento nel design.

### Storia e ambientazione

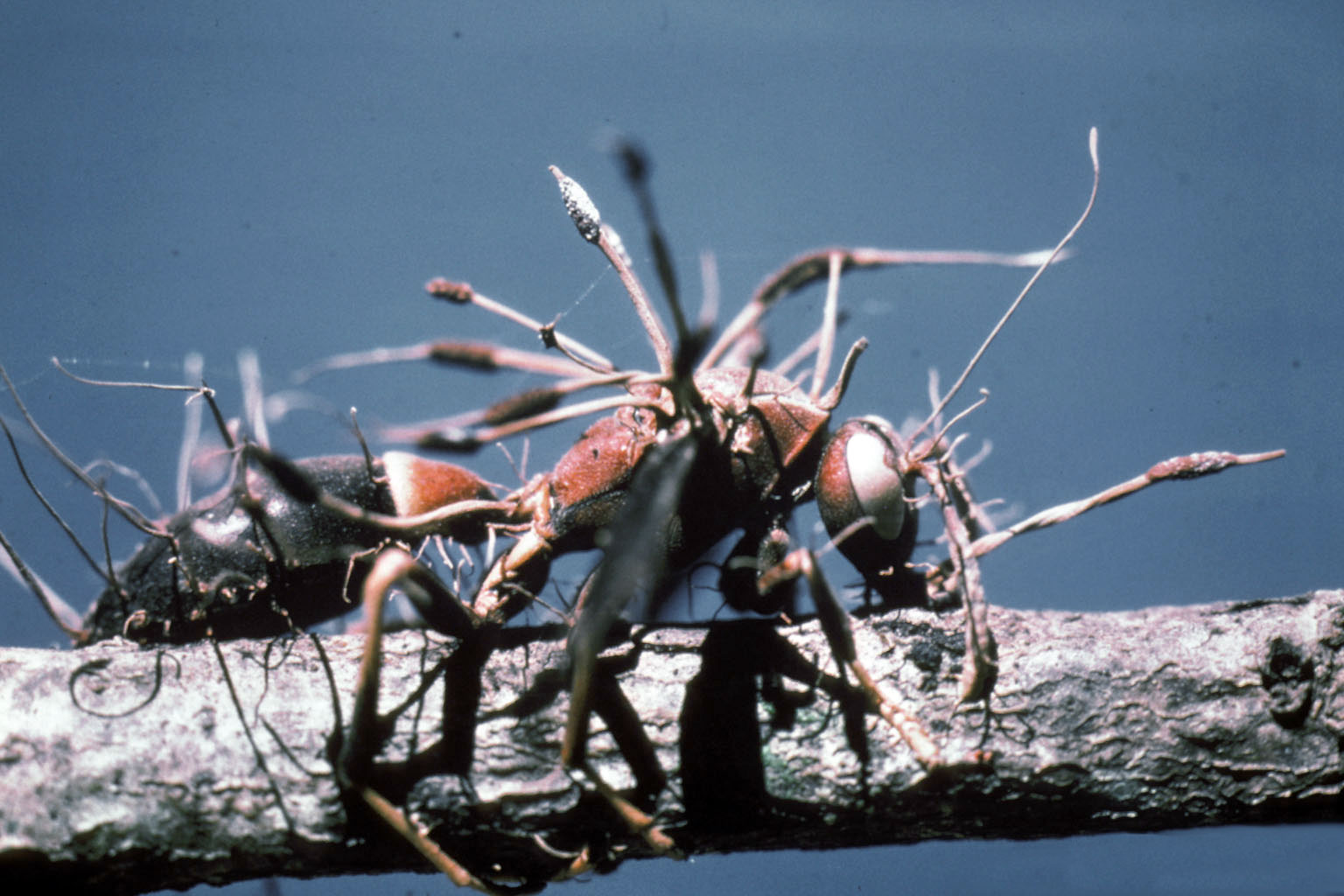
Il gioco esplora l'idea di un'infezione umana causata dal fungo Cordyceps, il quale contagia gli insetti prendendo il controllo delle loro funzioni motorie e costringendoli a coltivare il fungo

Come studente dell'Università Carnegie Mellon nel 2004, Druckmann è stato incaricato di creare un concept di un videogioco da presentare al regista George A. Romero, il quale avrebbe scelto un vincitore. L'idea di Druckmann era di unire il gameplay Ico (2001) in una storia ambientata durante un'apocalisse zombie, come La notte dei morti viventi di Romero (1968), con un protagonista simile a John Hartigan di Sin City (1991-2000). Il protagonista, un poliziotto, avrebbe il compito di proteggere una ragazza; tuttavia, a causa della condizione cardiaca del protagonista, i giocatori spesso assumono il controllo della ragazza, invertendo i ruoli. Sebbene non vinse, Druckmann successivamente la sviluppò quando creò la storia di The Last of Us. Un'idea iniziale per il gioco era che l'infezione si diffondesse solo tra le donne, anche se questo è stato poi ritenuto misogino.
Gli Infetti, idea centrale del gioco, sono stati ispirati da un documentario della BBC nature Planet Earth (2006), il quale trattava del fungo Codyceps. Benché il fungo contagiasse principalmente gli insetti, prendendo il controllo delle loro funzioni motorie e costringendoli a coltivare il fungo, il gioco analizza l'evoluzione del fungo e l'infezione degli esseri umani, e i risultati diretti di un'epidemia di questa infezione. Il gioco non spiega in modo diretto le cause della mutazione del fungo. Il team di sviluppo ha preferito spiegare gli eventi attraverso un sottotesto, piuttosto che spiegare, in modo esplicito, la causa dell'infezione. Straley ha paragonato il sottotesto incluso in The Last of Us a quello di BioShock Infinite (2013). Egli ha ritenuto che quest'ultimo aveva generato diversi discorsi all'interno dell'industria, e ciò lo vede come segno di un'industria matura. "Ho visto abbastanza ottime storie nei libri e nei film. Adesso io voglio vederle nei videogiochi," ha detto Straley. Il team ha usato l'idea degli Infetti per costringere i giocatori a esplorare i limiti della perseveranza umana. Durante lo sviluppo, il team ha assicurato a tutti che gli Infetti erano diversi dagli zombi.
Per rendere il gioco più realistico possibile, il team di sviluppo ha condotto ricerche approfondite per l'ambientazione. Influenzati da Il mondo senza di noi (2007) di Alan Weisman, la Naughty Dog ha creato un mondo che costringe i giocatori a prendere decisioni e utilizzare efficacemente le loro limitate risorse. Nella sua ricerca, Druckmann ha trovato ispirazione negli eventi storici reali; l'influenza spagnola del 1918 ha illustrato le profondità dell'auto-protezione e della paranoia tipici degli esseri umani sotto la minaccia di estinzione, mentre la poliomielite del 1880 ha dimostrato le influenze delle classi socio-economiche quando assegnavano la colpa ad un grande disastro. Druckmann e Straley hanno anche citato la "mentalità perfezionista" di Amy Hennig e la dedizione ai personaggi come un'ispirazione per la storia del gioco; Hennig ha lavorato in qualità di head writer e direttore creativo nella serie Uncharted. Il team si è ispirato anche a Gravity (2013), nei termini di semplicità e intensità del gioco.
Durante la scrittura dello script, Druckmann ha cercato di escludere il "dialogo fantasioso", mantenendo tutto "breve e naturale". Lo stratego della comunità Eric Monacelli ha affermato che i temi generali della narrazione sono "l'amore, la fedeltà e la redenzione", assicurando la loro importanza nel gioco, e un altro stratego della comunità Arne Meyer ha dichiarato che la violenza del gioco corrisponde alla narrazione. Lo ha ripetuto Straley, affermando che "devi avere il buio per avere la luce". Il game designer Anthony Newman ha affermato che il gioco si occupa di come le persone reagiscano sotto pressione in situazioni estreme, rappresentato dalla violenza e dal combattimento. Il team si è sentito interessato ai temi scuri della storia contro i "bei" scenari.
Un motivo importante presente nel corso del gioco è che "la vita continua". Questa tematica viene regolarmente presentata in tutto il gioco, generalmente illustrata dall'uso della natura e dell'ambiente. Una scena vicina alla fine del gioco, in cui Joel e Ellie scoprono un branco di giraffe, ne fa riferimento ed è vista come un desiderio di speranza per i personaggi. L'artista John Sweeney disse che la scena è stata progettata per "riaccendere il desiderio di Ellie nei confronti della vita", innescando la sua curiosità e dimenticando la lotta circostante e la morte. Egli ha spiegato che, inizialmente, la scena coinvolse le zebre, ma in seguito sono state sostituite dalle giraffe a causa della loro dolcezza ed eleganza, dichiarando che erano "la cosa più eccezionale che Ellie potesse incontrare".
Per quanto riguarda il finale del gioco, il team ha lasciato libera interpretazione. All'inizio dello sviluppo del gioco, il team prevedeva un finale in cui Ellie veniva costretta a uccidere qualcuno per salvare Joel; questo fu poi scartato, dato che il team ha ritenuto che ciò non fosse stato conforme ai personaggi.